# Xikang
1928
1er janvier 1939 – 1950
1950–1955
Le Xikang ou Sikang (chinois : 西康省 ; pinyin : xīkāng shěng ; EFEO : Si-Kang ; litt. « Kham à l'ouest [du Sichuan] », le terme kang est la transcription phonétique du tibétain : ཁམས།, Wylie : khams, pinyin tibétain : kam, THL : kham) est une ancienne province créée sous la République de Chine (1912-1949) en 1928, d'après un article de 1930 de George Babcock Cressey, en 1939 pendant l'invasion japonaise d'après une publication de Lawrence Epstein de 2000 et qui prendra fin sous la République populaire de Chine, en 1955. Elle remplace donc en 1928 le District spécial de Chuanbian (créé en 1914 ou 1916 à 1926), et remplaçant la voie du chuanbian (zh) (川边道) créée sous la dynastie Qing.

## Description

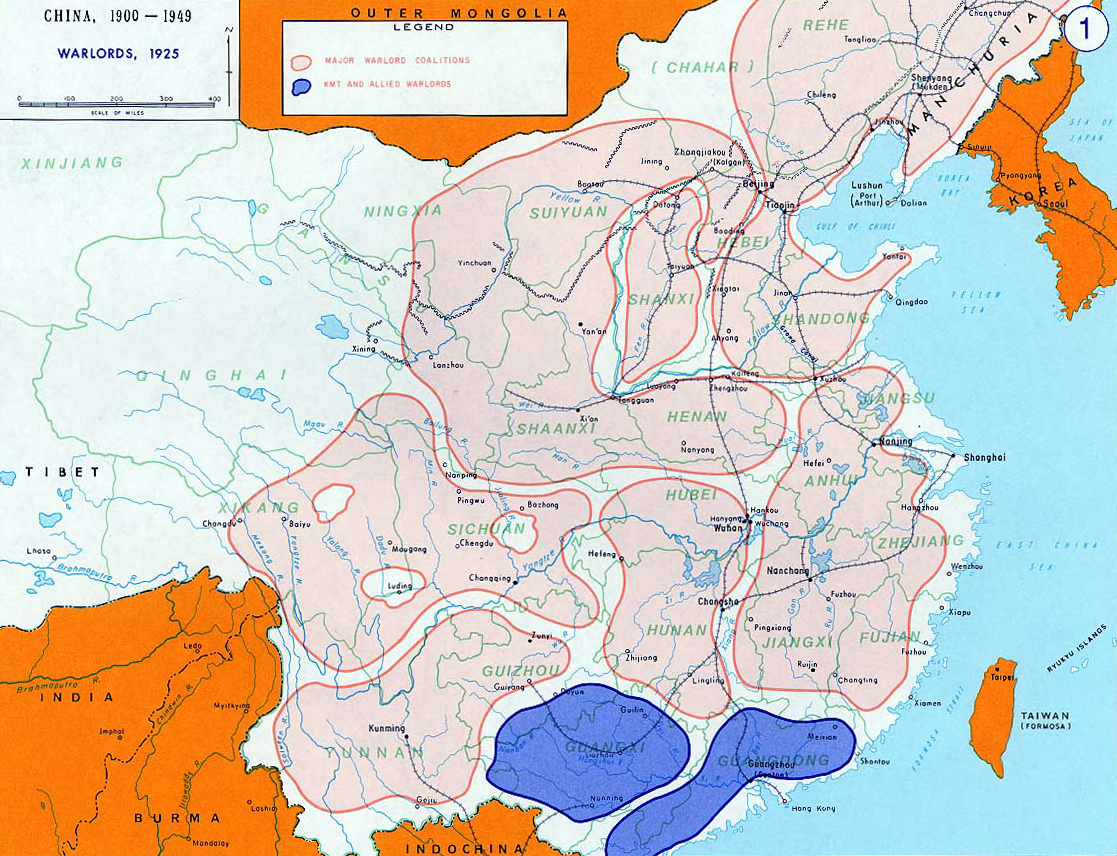
Xikang en 1925 (n'est créé qu'en 1928) sur une carte militaire américaine (date ultérieure à 1949 inconnue) de la Chine

La province comprenait notamment la plus grande partie de l'ancienne province tibétaine du Kham, où vivent les Khampas, un sous-groupe de la population tibétaine, ainsi que des Qiang et Hui (notamment à Kangding, sa capitale) et les régions orientales sont traditionnellement, et toujours aujourd'hui peuplées de Naxi, Qiang, Gyalrong, Yi ou Han, tandis que la partie ouest était habitée essentiellement par des Tibétains.

## Histoire

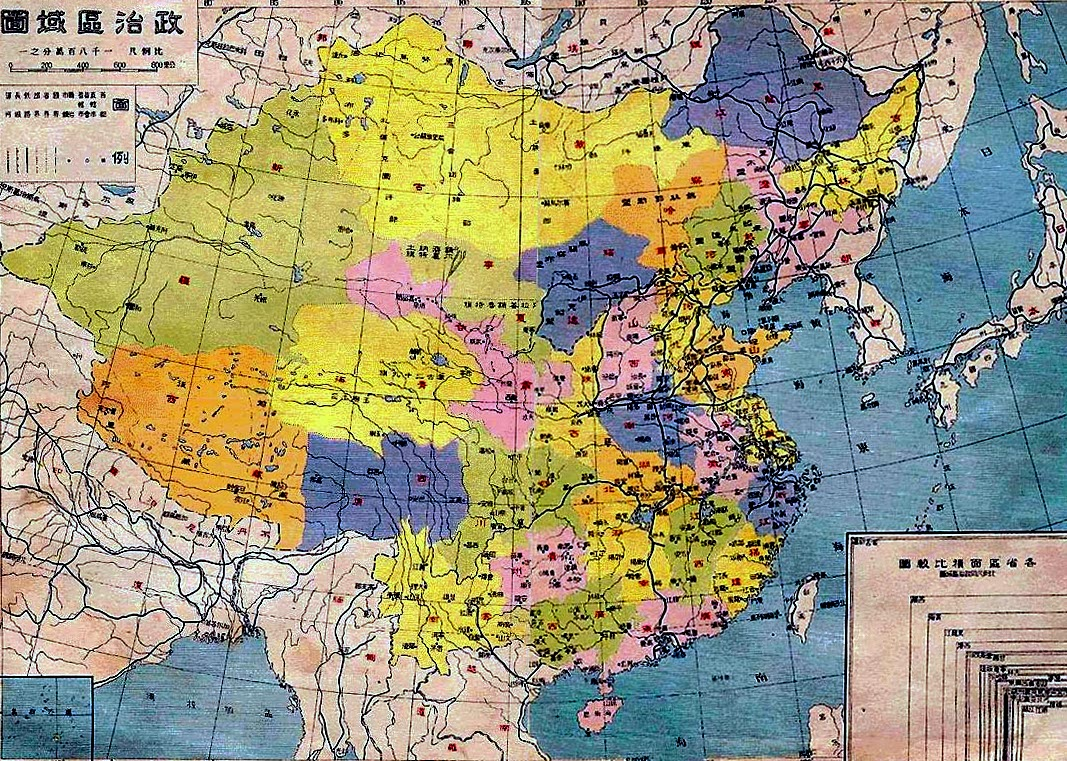
Carte de Chine publiée par le journal chinois Shen Bao en 1936, figurant le Xikang en bleu foncé

Selon l'universitaire Peng Wenbin (彭文斌, l'invasion britannique de Lhassa, en 1904 a créé une profonde anxiété parmi les officiers des frontières chinois, concernant la sécurité des frontières du sud-ouest de la Chine. Dans leurs esprits, des mesures immédiates devaient être prises pour redresser les vulnérabilités de la frontière sino-tibétaine. Ces mesures allaient se matérialiser par le « projet de civilisation » de Zhao Erfeng, comprenant la réforme du système tusi, et le développement de l'agriculture, de l'exploitation des minerais et de l'éducation.
Le Xikang est découpé en 1905 (la capitale est alors Kang Ting et anciennement Ta Tsien Lou 打箭爐), par la dynastie Qing, sous le nom de voie du Chuanbian (zh) (川边道, ou circuit du Chuanbian). Elle a été faite afin d'affirmer la maîtrise chinoise du Tibet oriental (pays du Kam, par opposition au Tibet propre, ou pays Tsang).
Selon Claude Arpi, en 1905, alors que l'empire de la dynastie Qing était sur son déclin, les frères Zhao Erfeng et Zhao Erxun, de la bannière bleue, unique bannière han des Huit Bannières du gouvernement mandchou, se partagèrent la tâche de redécouper le plateau du Tibet en différentes régions administratives. L'Amdo et le Kham devinrent respectivement les provinces du Qinghai et du Xikang.
D'abord voie du chuanbian (zh) (川边道) en 1905, puis « district spécial de Chuanbian » du 28 juin 1914 au 7 février 1925, le Xikang devint officiellement une province en 1939. Jusqu'en 1955, sa capitale a été la ville de Kangding, et son gouverneur le seigneur de la guerre Liu Wenhui.
Durant la chute de la Dynastie Qing, à la suite du soulèvement de Wuchang, en 1911, les propositions de Zhao Erfang n'étaient plus la priorité du gouvernement mandchou.
Le projet du Xikang a été ravivé en 1928, à la fin du Gouvernement de Beiyang (1912 — 1928) par le gouvernement nationaliste, ainsi que les plans de création de quatre provinces ; Rehe, Chahaer, Suiyuan et Qinghai. Les provinces du Qinghai et du Xikang sont donc créées cette année-là

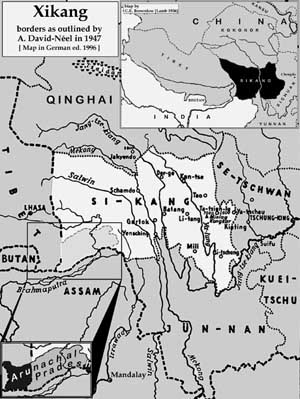
Carte de 1947 du Xikang

Dans les années 1940, l'artiste peintre Xia Ming s'installe dans le tusi de Muli (minorité pumi), situé dans le Xikang, où il peint de 1945 à 1948, et devient fondateur de l'école primaire nationale du Xikang.

## Servage et agriculture
Selon Pierre Gourou, l'administration est aux mains des lamas. Les populations sédentaires des vallées sont presque exclusivement agricoles, routinières, mais dégradées par la décadence économique du XIXe siècle. Les paysans sont tous serfs (tibétain : ཙེ་བ, Wylie : tse ba, THL : tséba) : serfs des seigneurs (tibétain : ཀོ་བ, Wylie : ko ba, THL : kowa), employés des seigneurs (tibétain : ལ་ད, Wylie : la da, THL : lada), serfs des lamaseries (tibétain : ཀ་དུ, Wylie : ka du, THL : ka du), ou journaliers sans terre. Les paysans ne nagent pas dans l'abondance, comme les paysans tibétains ; ils ne pratiquent pas l'élevage. Ils exploitent de façon assez intensive les fonds de vallée. Ils ont ravagé les forêts au point qu'il n'y a plus de bois de construction ou combustible.
Dans les faits, le contrôle chinois ne portait que sur le Kham oriental, les Tibétains contrôlant le Kham occidental (région de Qamdo), le fleuve Yangzi constituant alors la frontière définie lors de la convention de Simla, entre Chine et Tibet,.
Pendant cette période, la région contrôlée par Liu Wenhui devint un centre important de production d'opium.

## République populaire de Chine
En 1950, après la défaite du Kuomintang face au Parti communiste chinois dans la guerre civile chinoise, la province fut amputée du territoire de Qamdo, officialisant ainsi la situation antérieure, et sa capitale transférée à Ya'an. La province ainsi réduite disparut en 1956, lors de l'intégration du Kham oriental à la province du Sichuan ; quant au territoire de Qamdo, il fut rattaché en tant que préfecture de Qamdo à la région autonome du Tibet lors de sa création en 1965. Une partie a également été intégrée à l'état d'Arunachal Pradesh, en Inde[réf. nécessaire].